# Coppa d'Asia AFC Under-23 2020
La Coppa d'Asia AFC Under-23 2020 (in inglese 2020 AFC Under-23 Asian Cup) è stata la quarta edizione del torneo organizzato dalla Asian Football Confederation, la prima riservata alle nazionali under-23. La fase finale si è svolta in Thailandia dal 8 al 26 gennaio 2020. Il torneo è valido anche come qualificazione per il torneo di calcio dei XXXII Giochi Olimpici.

## Squadre
| Girone A                          | Girone B                            | Girone C                           | Girone D                                             |
| --------------------------------- | ----------------------------------- | ---------------------------------- | ---------------------------------------------------- |
| Australia Thailandia Iraq Bahrein | Arabia Saudita Siria Qatar Giappone | Corea del Sud Uzbekistan Iran Cina | Emirati Arabi Uniti Giordania Corea del Nord Vietnam |

## Città e stadi
| Bangkok                             | Bangkok Buriram Songkhla Pathum Thani Eventuale didascalia | Buriram                           |
| ----------------------------------- | ---------------------------------------------------------- | --------------------------------- |
| Stadio Rajamangala Capienza: 49,722 | Bangkok Buriram Songkhla Pathum Thani Eventuale didascalia | Chang Arena Capienza: 32,600      |
| Songkhla                            | Bangkok Buriram Songkhla Pathum Thani Eventuale didascalia | Pathum Thani                      |
| Stadio Tinsulanon Capienza: 45,000  | Bangkok Buriram Songkhla Pathum Thani Eventuale didascalia | Stadio Thammasat Capienza: 25,000 |

## Gironi

### Girone A

#### Classifica
| Pos. | Squadra    | Pt | G | V | N | P | GF | GS | DR |
| ---- | ---------- | -- | - | - | - | - | -- | -- | -- |
| 1.   | Australia  | 5  | 3 | 1 | 2 | 0 | 4  | 3  | +1 |
| 2.   | Thailandia | 4  | 3 | 1 | 1 | 1 | 7  | 3  | +4 |
| 3.   | Iraq       | 3  | 3 | 0 | 3 | 0 | 4  | 4  | 0  |
| 4.   | Bahrein    | 2  | 3 | 0 | 2 | 1 | 3  | 8  | -5 |

#### Risultati
| Arbitro: | Fu Ming |

|                     |           |             |
| Mohammed Nassif 77’ | Marcatori | 62’ Piscopo |

| Arbitro: | Ryuji Sato |

|                                                                               |           |  |
| Suphanat Mueanta 12’, 79’ Supachok Sarachat 47’ Jaroensak Wonggorn 89’ (90+2) | Marcatori |  |

| Arbitro: | Ko Hyung-jin |

|                                          |           |                                          |
| Sayed Hashim Isa 44’ Mohamed Marhoon 86’ | Marcatori | 65’ Amir Al-Ammari Mohammed Nassif 90+2’ |

| Arbitro: | Turki Al-Khudhayr |

|                     |           |                       |
| D'Agostino 43’, 76’ | Marcatori | 24’ Anon Amornlerdsak |

| Arbitro: | Adham Makhadmeh |

|                              |           |                     |
| Jaroensak Wonggorn 6’ (rig.) | Marcatori | 49’ Mohammed Nassif |

| Arbitro: | Mohammed Abdulla Hassan |

|                    |           |                       |
| Ramy Najjarine 34’ | Marcatori | 45+3’ Mohamed Marhoon |

### Girone B

#### Classifica
| Pos. | Squadra        | Pt | G | V | N | P | GF | GS | DR |
| ---- | -------------- | -- | - | - | - | - | -- | -- | -- |
| 1.   | Arabia Saudita | 7  | 3 | 2 | 1 | 0 | 3  | 1  | +2 |
| 2.   | Siria          | 4  | 3 | 1 | 1 | 1 | 4  | 4  | 0  |
| 3.   | Qatar          | 3  | 3 | 0 | 3 | 0 | 3  | 3  | 0  |
| 4.   | Giappone       | 1  | 3 | 0 | 1 | 2 | 3  | 5  | -2 |

#### Risultati
| Arbitro: | Ilgiz Tantashev |

|                                               |           |                                                 |
| Yusuf Abdurisag 1’ Yosief Mohammad 22’ (aut.) | Marcatori | 31’ Abd Al-Rahman Barakat 90+4’ Alaa Aldin Dali |

| Arbitro: | Chris Beath |

|             |           |                                                     |
| Meshino 56’ | Marcatori | 48’ Ayman Al-Khulaif 88’ (rig.) Abdulrahman Ghareeb |

| Rangsit 12 gennaio 2020, ore 17:15 UTC-3 | Arabia Saudita | 0 – 0 referto | Qatar | Stadio Thammasat (150 spett.)\| Arbitro: \| Ma Ning \| |
| Arbitro:                                 | Ma Ning        |               |       |                                                        |

| Arbitro: | Ali Sabah |

|                                                     |           |          |
| Abd Al-Rahman Barakat 9’ (rig.) Alaa Aldin Dali 88’ | Marcatori | 30’ Sōma |

| Arbitro: | Muhammad Taqi |

|                              |           |           |
| Abdullah Al-Ahrak 79’ (rig.) | Marcatori | 73’ Ogawa |

| Arbitro: | Hettikamkanamge Perera |

|                       |           |  |
| Firas Al-Buraikan 80’ | Marcatori |  |

### Girone C

#### Classifica
| Pos. | Squadra       | Pt | G | V | N | P | GF | GS | DR |
| ---- | ------------- | -- | - | - | - | - | -- | -- | -- |
| 1.   | Corea del Sud | 9  | 3 | 3 | 0 | 0 | 5  | 2  | +3 |
| 2.   | Uzbekistan    | 4  | 3 | 1 | 1 | 1 | 4  | 3  | +1 |
| 3.   | Iran          | 4  | 3 | 1 | 1 | 1 | 3  | 3  | 0  |
| 4.   | Cina          | 0  | 3 | 0 | 0 | 3 | 0  | 4  | -4 |

#### Risultati
| Arbitro: | Khamis Al-Marri |

|                             |           |                   |
| Islomjon Kobilov 40’ (rig.) | Marcatori | 58’ Reza Dehghani |

| Arbitro: | Mohammed Abdulla Hassan |

|                    |           |  |
| Lee Dong-jun 90+3’ | Marcatori |  |

| Arbitro: | Adham Makhadmeh |

|                  |           |                                   |
| Reza Shekari 54’ | Marcatori | 22’ Lee Dong-jun 35’ Cho Gue-sung |

| Arbitro: | Abdulrahman Al-Jassim |

|  |           |                                                       |
|  | Marcatori | 45+3’ (rig.) Islomjon Kobilov 80’ Nurillo Tukhtasinov |

| Arbitro: | Hiroyuki Kimura |

|                        |           |                   |
| Bobur Abdikholikov 21’ | Marcatori | 5’, 71’ Oh Se-hun |

| Arbitro: | Hanna Hattab |

|  |           |                           |
|  | Marcatori | 87’ (rig.) Omid Noorafkan |

### Girone D

#### Classifica
| Pos. | Squadra             | Pt | G | V | N | P | GF | GS | DR |
| ---- | ------------------- | -- | - | - | - | - | -- | -- | -- |
| 1.   | Emirati Arabi Uniti | 5  | 3 | 1 | 2 | 0 | 3  | 1  | +2 |
| 2.   | Giordania           | 5  | 3 | 1 | 2 | 0 | 3  | 2  | +1 |
| 3.   | Corea del Nord      | 3  | 3 | 1 | 0 | 2 | 3  | 5  | -2 |
| 4.   | Vietnam             | 2  | 3 | 0 | 2 | 1 | 1  | 2  | -1 |

#### Risultati
| Buriram 10 gennaio 2020, ore 17:15 UTC-3 | Vietnam       | 0 – 0 referto | Emirati Arabi Uniti | Chang Arena (3 967 spett.)\| Arbitro: \| Muhammad Taqi \| |
| Arbitro:                                 | Muhammad Taqi |               |                     |                                                           |

| Arbitro: | Alireza Faghani |

|                     |           |                                                |
| Ryang Hyon-ju 90+1’ | Marcatori | Mohammad Bani Atieh 45+1’ (rig.) Omar Hani 74’ |

| Arbitro: | Ahmed Al-Kaf |

|                                           |           |  |
| Khalifa Al Hammadi 17’ Zayed Al-Ameri 30’ | Marcatori |  |

| Buriram 13 gennaio 2020, ore 20:15 UTC-3 | Giordania  | 0 – 0 referto | Vietnam | Chang Arena (1 089 spett.)\| Arbitro: \| Ryuji Sato \| |
| Arbitro:                                 | Ryuji Sato |               |         |                                                        |

| Arbitro: | Mohanad Qasim Sarray |

|                      |           |                                                  |
| Nguyễn Tiến Linh 16’ | Marcatori | 27’ (aut.) Bùi Tiến Dũng 90’ (rig.) Ri Chung-gyu |

| Arbitro: | Nawaf Shukralla |

|                       |           |                    |
| Ihab Al-Khawaldeh 79’ | Marcatori | 41’ Zayed Al-Ameri |

## Fase a eliminazione diretta
|  | Quarti di finale     | Quarti di finale     |                      |            | Semifinali                | Semifinali                |  |  | Finale               | Finale |
|  |                      |                      |                      |            |                           |                           |  |  |                      |        |
|  | 18 gennaio - Bangkok |                      |                      |            |                           |                           |  |  |                      |        |
|  |                      |                      |                      |            |                           |                           |  |  |                      |        |
|  | Australia            | 1                    |                      |            |                           |                           |  |  |                      |        |
|  | Australia            | 1                    | 22 gennaio - Rangsit |            |                           |                           |  |  |                      |        |
|  | Corea del Nord       | 0                    |                      |            |                           |                           |  |  |                      |        |
|  | Corea del Nord       | 0                    | Australia            | 0          |                           |                           |  |  |                      |        |
|  | 19 gennaio - Rangsit |                      | Australia            | 0          |                           |                           |  |  |                      |        |
|  |                      | Corea del Sud        | 2                    |            |                           |                           |  |  |                      |        |
|  | Corea del Sud        | Corea del Sud        | 2                    | 2          |                           |                           |  |  |                      |        |
|  | Corea del Sud        |                      | 26 gennaio - Bangkok | 2          |                           |                           |  |  |                      |        |
|  | Giordania            | 1                    |                      |            |                           |                           |  |  |                      |        |
|  | Giordania            | 1                    | Corea del Sud        | 1          |                           |                           |  |  |                      |        |
|  | 18 gennaio - Rangsit |                      | Corea del Sud        | 1          |                           |                           |  |  |                      |        |
|  |                      | Arabia Saudita       | 0                    |            |                           |                           |  |  |                      |        |
|  | Arabia Saudita       | Arabia Saudita       | 0                    | 1          |                           |                           |  |  |                      |        |
|  | Arabia Saudita       | 22 gennaio - Bangkok |                      | 1          |                           |                           |  |  |                      |        |
|  | Thailandia           | 0                    |                      |            |                           |                           |  |  |                      |        |
|  | Thailandia           | 0                    | Arabia Saudita       | 1          | Finale per il terzo posto | Finale per il terzo posto |  |  |                      |        |
|  | 19 gennaio - Bangkok |                      | Arabia Saudita       | 1          | Finale per il terzo posto | Finale per il terzo posto |  |  |                      |        |
|  |                      | Uzbekistan           | 0                    |            |                           |                           |  |  |                      |        |
|  | Emirati Arabi Uniti  | Uzbekistan           | 0                    | 1          | Australia                 | 1                         |  |  |                      |        |
|  | Emirati Arabi Uniti  |                      |                      | 1          | Australia                 | 1                         |  |  |                      |        |
|  | Uzbekistan           | 5                    |                      | Uzbekistan | 0                         |                           |  |  |                      |        |
|  | Uzbekistan           | 5                    |                      |            | 0                         |                           |  |  |                      |        |
|  |                      |                      |                      |            |                           |                           |  |  | 25 gennaio - Bangkok |        |
|  |                      |                      |                      |            |                           |                           |  |  |                      |        |

### Quarti di finale
| Arbitro: | Ahmed Al-Kaf |

|                               |           |  |
| Abdullah Al-Hamdan 78’ (rig.) | Marcatori |  |

| Arbitro: | Ryuji Sato |

|                      |           |  |
| Al Hassan Toure 101’ | Marcatori |  |

| Arbitro: | Abdulrahman Al-Jassim |

|                                        |           |                     |
| Cho Gue-sung 16’ Lee Dong-gyeong 90+5’ | Marcatori | 75’ Yazan Al-Naimat |

| Arbitro: | Fu Ming |

|                    |           | |
| Zayed Al-Ameri 13’ | Marcatori | 16’ Ilkhom Alijanov 26’ (rig.) Islomjon Kobilov 41’ Oybek Bozorov 84’ Jasurbek Yakhshiboev 90+3’ Nurillo Tukhtasinov |

### Semifinali
| Arbitro: | Ryuji Sato |

|                     |           |  |
| Nasser Al-Omran 87’ | Marcatori |  |

| Arbitro: | Nawaf Shukralla |

|  |           |                                     |
|  | Marcatori | 56’ Kim Dae-won 76’ Lee Dong-gyeong |

### Finale per il 3º posto
| Arbitro: | Mohammed Abdulla Hassan |

|                |           |  |
| D'Agostino 47’ | Marcatori |  |

### Finale
| Arbitro: | Chris Beath |

|                     |           |  |
| Jeong Tae-wook 113’ | Marcatori |  |